# Prufrockova přípravka
Prufrockova přípravka, oficiálním názvem Prufrockova přípravná akademie, je vzdělávací instituce, kterou v 5. díle knižní série Řada nešťastných příhod nazvaném Strohá akademie navštěvovali sourozenci Violet, Klaus a Sunny Baudelairovi.
Přípravka je vlastně internátní škola, kde však, jak už jsme u Snicketových knih zvyklí, panují prazvláštní poměry. 

Škole vládne zástupce ředitele Nero(o řediteli školy nikde zmínka není), člověk nevalného charakteru, hulvát a egocentrista (viz Učitelský sbor).
Sourozenci Baudelairovi, kteří sem byli přivezeni panem Poem, protože všichni jejich předchozí opatrovníci buď zemřeli, anebo se jich zřekli, se tu však setkají se svými osudovými přáteli Duncanem a Isadorou Quagmireovými.
Setkají se s nimi hned při prvním obědě v jídelně Prufrokovy přípravné akademie, když se je Duncan snaží ochránit před hrubostí Carmelity Spatsové, další, tentokrát záporné, postavy, jež prochází několika knihami série. Mezi Violet a Duncanem se rozvine velmi těsné přátelství. (V desáté knize nazvané Ledová stěna se pak Baudelairovi setkají s jejich bratrem Quigleym, který údajně uhořel při požáru domu, v němž Quagmireovi bydleli, a spřátelí se s ním.)

## Učitelský sbor
učitel Ramora
Je to muž, který se neustále láduje banány. Své žáky učí tím, že jim vypráví nejrůznější příběhy, které si vymýšlí, a z nich je pak zkouší. Je učitelem ve třídě jedna. Učil Violet Baudelairovou.
učitelka Bassová
Je posedlá metrickou soustavou. Na své hodiny nosí všelijaké předměty, které pak žáci musí měřit a vážit. Z výsledků těchto měření je pak zkouší. Vyučuje ve třídě číslo dva. Jejím žákem byl Klaus. Je podedřelá z bankovních loupeží.
zástupce ředitele Nero
Nero je vášnivý hráč na housle, ale jeho hra připomíná spíš vrzání či skřípot rezavých dveřních pantů. Pro své žáky pořádá úmorné večerní koncerty, které jsou povinné (kdo chybí, musí mu přinést velký pytel bonbonů) a dívat se, jak se jimi láduje, dokud nespořádá celý pytel. Chce se stát největším houslovým virtuosem na světě, proto nemá čas na obvyklé administrativní práce. V době pobytu sourozenců Baudelairových na přípravce nutil malou Sunny, aby pracovala ve školní kanceláři jako sekretářka.

Nepříjemný muž, který se ostatním stále pošklebuje a vysmívá tím, že je napodobuje a opakuje po nich jako papoušek. Na sourozence Baudelairovy si zasedl, naopak jeho miláčkem je neuvěřitelně rozmazlený a namyšlený spratek Carmelita Spatsová.